# Jungang-dong, Suncheon
Jungang-dong (koreanska: 중앙동)  är en stadsdel i staden Suncheon i provinsen Södra Jeolla i den södra delen av Sydkorea, 295 km söder om huvudstaden Seoul.